# XXXI Brygada Piechoty (II RP)
XXXI Brygada Piechoty (XXXI BP) – brygada piechoty Wojska Polskiego II RP.
XXXI Brygada Piechoty została sformowana w 1920 roku w składzie 16 Pomorskiej Dywizji Piechoty. Walczyła w wojnie z bolszewikami. W 1921 roku jej dowództwo przeformowane zostało w dowództwo piechoty dywizyjnej, 64 Grudziądzki pułk piechoty podporządkowany został dowódcy 16 DP, a 63 Toruński pułk piechoty przeszedł w podporządkowanie dowódcy 4 Dywizji Piechoty.

## Dowódcy brygady
- ppłk Kazimierz Fabrycy (1 III - 24 VI 1920[1])
- płk piech. Jan Antoni Mischke (od 28 VIII 1920[2])

## Organizacja wojenna
- dowództwo XXXI Brygady Piechoty
- 63 Toruński pułk piechoty
- 64 Grudziądzki pułk piechoty